# Fakt naukowy
Fakty naukowe – uogólnienia, oparte na wielu spostrzeżeniach dokonanych w trakcie pracy badawczej. Składają się na teorię naukową. Stwierdzanie faktów naukowych jest więc zarazem budowaniem czy też rozbudowywaniem teorii naukowej.
Niektóre z faktów naukowych przyjęto nazywać prawami naukowymi; są to fakty naukowe dokładnie ustalone, dotyczące zjawisk powtarzających się i mające szczególnie doniosłe znaczenie dla teorii naukowej.
Wydobywaniu faktów z zebranego materiału i możliwym stwierdzeniu prawd naukowych służy opracowanie materiału naukowego.
Stwierdzanie faktów naukowych to uogólnianie w świetle spostrzeżeń i ze względu na dany problem naukowy czy hipotezę. Pojawia się czasem niebezpieczeństwo, że w obrębie tego samego problemu i tej samej metody roboczej można stwierdzić różne od siebie fakty naukowe.